# Republic P-47 Thunderbolt
Il Republic P-47 Thunderbolt, soprannominato "Jug", fu un cacciabombardiere statunitense impiegato durante la seconda guerra mondiale.
Con oltre sette tonnellate di peso e per le notevoli dimensioni, fu il monomotore monoposto più grande e pesante mai costruito prima e durante il conflitto, caratteristica poco apprezzata dai piloti. Il P-47 aveva scarsa accelerazione, bassa stabilità direzionale e a quote medio-basse si mostrava riluttante a compiere manovre acrobatiche. Tuttavia era dotato di un motore estremamente potente, più di 2.000 hp, ed era veloce, specialmente ad alta quota. Pesantemente armato con 8 mitragliatrici da 12,7 mm (il calibro ".50" americano), la sua robustezza, nonché l'assenza di un vulnerabile impianto di raffreddamento a liquido per il motore (i cui cilindri radiali erano raffreddati dall'aria) gli permetteva di rientrare alla base anche molto danneggiato. Dai primi del 1943 fu impiegato intensamente su tutti i fronti, contribuendo a consolidare la supremazia alleata negli ultimi due anni di guerra. Fu costruito in 15 683 esemplari e dopo il conflitto servì nelle aviazioni di una quindicina di Paesi, Italia inclusa.

## Storia del progetto
La Republic Aviation Company era succeduta alla Seversky ma ne continuava la politica evolutiva di robusti, tozzi ma avanzati caccia ad elica con motore radiale. Il predecessore e capostipite era il Seversky P-35 (derivato da un idrovolante a 3 posti) e la disponibilità di motori più potenti aveva visto modelli come il P-43 Lancer apparire in limitato servizio; le loro qualità però non erano ancora considerate sufficienti. Per avere un potente caccia con motore stellare e ottime prestazioni d'alta quota fu riprogettato e alla fine si concretizzò il P-47, che riscattò i precedenti insuccessi.
Dopo il P-43, il capo progettista della Republic, Alexander Kartveli, iniziò la progettazione di due caccia derivati denominati AP-4 e AP-10, molto diversi tra loro: il primo era dotato di un potente motore radiale, simile al P-35, e il secondo era costruito intorno al più piccolo V-12 Allison raffreddato a liquido. Il P-47 nacque da questo secondo progetto: quando fu sottoposto alla commissione tecnica dell'United States Army Air Forces (USAAF), fu respinto con l'invito ad elaborarne una versione più grande e con potenza maggiore. Vennero quindi realizzati due prototipi basati sullo stesso propulsore, l'XP-47 e l'XP-47A, ma Kartveli cominciò anche a lavorare su un progetto alternativo di velivolo, alimentato dal potente radiale Pratt & Whitney R-2800 Double Wasp da 2.000 CV. Quest'ultimo progetto, denominato XP-47B, fu impostato intorno al motore e suscitò ampi consensi nell'USAAC che ne ordinò 773, per 56 milioni di dollari dell'epoca.

## Tecnica
Si trattava di un aereo metallico, con ala ellittica, robusto e pesantissimo, ma dotato anche di un motore classe 2 000 cavalli e di un complesso e pesante turbocompressore nella parte posteriore della fusoliera, usato per riequilibrare la potenza erogata ad alta quota. Sempre nella coda, trovavano spazio due scambiatori di calore ad aria (Intercoolers ad aria), con porte di uscita del flusso d'aria calda localizzate ai lati della fusoliera, protette da flabelli regolabili. L'elica era quadripala, metallica e a giri costanti.
I due serbatoi di carburante autostagnanti erano capaci di quasi 1.100 litri nella versione D, ma la successiva N quadruplicò la quantità con serbatoi interni ed esterni.
L'ala era ellittica e ospitava l'armamento di otto mitragliatrici Cal. ".50" (quattro per semiala) e le gambe del carrello triciclo erano a larga carreggiata.
L'abitacolo non era pressurizzato, ma ben corazzato. Vi era comunque un impianto di respirazione forzata ad ossigeno per il pilota, con maschera e bombole. Il tettuccio a goccia al posto di quello raccordato alla fusoliera era un miglioramento, ma necessitò di un prolungamento dorsale della deriva (localizzato nello spazio tra il tettuccio e la deriva stessa) per non perdere stabilità direzionale.

## Impiego operativo
Il P-47 apparve nei cieli d'Europa nell'aprile 1943. Fu impiegato dagli americani durante lo sbarco in Normandia. Inizialmente il suo raggio di azione era appena superiore a quello dello Spitfire, ma con serbatoi supplementari aumentò la sua autonomia.
Il P-47 entrò in azione per la prima volta con il 4th Fighter Group. I piloti di questa unità provenivano dai tre British Eagle Squadron equipaggiati, in precedenza, con il britannico Supermarine Spitfire. Il cambio di aereo non fu gradito da tutti. Il P-47 era massiccio, ottimizzato per operare ad alta quota, aveva un'apertura alare maggiore di un metro e mezzo, una superficie alare maggiore di un quarto. Il volume della fusoliera era quattro volte quello dello Spitfire e pesava quasi il doppio.
In un ruolo difensivo, in effetti, il Thunderbolt risultava inadeguato. Sia il Bf 109, sia l'Fw 190 potevano, come lo Spitfire, superare in virata e in cabrata il P-47. Tuttavia – mentre entrambi i caccia tedeschi potevano interrompere un combattimento con lo Spitfire gettandosi in ripida picchiata – qualora fosse stata tentata questa manovra contro il Thunderbolt, sarebbero stati presto raggiunti da quest’ultimo.
L'asso Americano Jim Goodson, che aveva pilotato gli Spitfire con la RAF e pilotò un P-47 nel 1943, all'inizio condivideva lo scetticismo degli altri piloti riguardo a quello che chiamavano "bottiglia di latte da sette tonnellate" (seven-ton milk-bottle). Ma Goodson imparò ad apprezzare il potenziale del P-47. “C'erano molti piloti americani che preferivano il P-47 a ogni altra cosa: non erano d'accordo che l'Fw 190 avesse un margine di superiorità nei confronti del Thunderbolt.” 

I punti forti del P-47 erano il potente armamento, la robustezza e, soprattutto, l'irraggiungibile velocità in picchiata. Era armato con 8 mitragliatrici M2 modello aeronautico (le cui canne sporgenti sul bordo d'attacco dell'ala ricordavano minacciosamente gli artigli dell'orso Grizzly), mentre in picchiata era velocissimo. 
Ma i piloti tedeschi appresero ben presto a non lanciarsi in picchiata per sfuggire a un P-47. L'asso tedesco della seconda guerra mondiale, Kurt Buehligen (112 vittorie aeree), ricordava a proposito del Thunderbolt: 
"Il P-47 era pesante, troppo pesante per certe manovre. Lo vedevamo arrivare da dietro e cabravamo a tutta velocità e il Thunderbolt non poteva seguirci, così viravamo e gli arrivavamo in coda." 
 
Il P-47 aveva la principale limitazione nel consumo elevato (qualcosa come 400 litri per ora, circa il doppio del Mustang) e conseguentemente una autonomia assai insoddisfacente.
In seguito però, per sfruttare le grandi capacità di carico date dalla potenza e la struttura, serbatoi aggiuntivi sia interni che esterni incrementarono moltissimo questo valore, da 850 a 3.000 km, e perfino a 3.500 nel caso del P-47N.
La versione più importante fu comunque la D: prodotta in oltre 12.000 esemplari, era lo standard di riferimento, ma fu a sua volta modificata in numerosi componenti durante la produzione. Ad esempio dalla versione P-47D-25 venne adottato un tettuccio a goccia al posto di quello raccordato con la fusoliera, permettendo una visibilità di 360° al pilota.
Benché nato come caccia d'alta quota, questo aereo venne sempre più spesso usato come cacciabombardiere poiché la sua robustezza e stabilità di tiro lo rendevano una macchina di rara efficacia.
Distrusse in questo modo ogni genere di bersaglio in aria o in superficie, con razzi, Bombe e munizioni sparate sfidando una reazione contraerea spesso selvaggia e decisamente letale per macchine meno robuste. Venne soprannominato "Jug", dato che la forma della fusoliera ricordava molto quella delle bottiglie di Whisky contrabbandate durante gli anni del proibizionismo. Secondo altre fonti, questa era invece l'abbreviazione di Juggernaut.

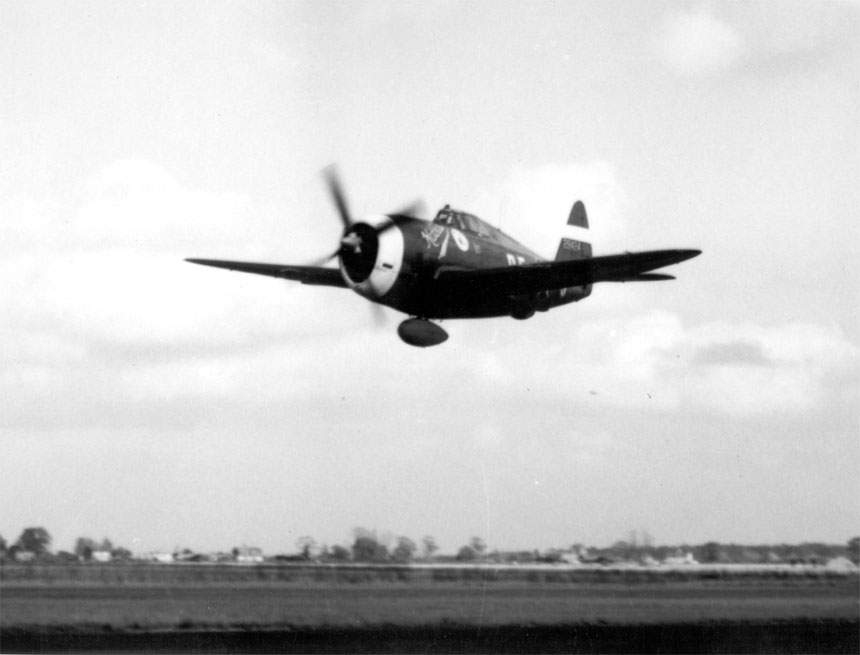
Un P-47 delle prime versioni in volo a bassa quota

Il migliore in termini di prestazioni fu il P-47M con motore R 2800-57 erogante fino a 2.900 hp; capace di 730 km/h a 9.000 metri, era un modello alleggerito e allo stesso tempo potenziato per avere un aereo intercettore da opporre ai jet tedeschi.
La versione N fu appositamente progetta per l'impiego nel Pacifico e fu impiegata offensivamente come caccia a lunga autonomia. Venne prodotta in circa 1.000 esemplari, contro i 133 della versione M.
Sfruttando la potenza del motore per aumentare il carico trasportabile, era capace di ben 4.800 litri di carburante (circa quattro volte quelli del P-47 originale), più di molti tipi di caccia a reazione odierni e sette volte tanto un Bf 109 con serbatoi aggiuntivi (400+300 litri). Venne inoltre riprogettata l'ala, di maggiore apertura e superficie, con estremità alari tronche e serbatoi per 704 litri.
La dotazione di bombole d'ossigeno venne portata dalla singola presente nel modello B alle 7 dei modelli successivi, onde permettere voli di lunga durata ad altissima quota. In un'azione sulla Corea alcuni di questi aerei distrussero 11 caccia giapponesi (perdite confermate dai giapponesi).
Tra i maggiori utenti esteri ci furono l'URSS e la Gran Bretagna, ma non mancarono nazioni minori quali la Turchia e il Brasile. Le macchine inglesi vennero usate in particolare in azioni in Birmania. Quelle sovietiche hanno invece lasciato ben poche tracce, ma pur essendo quasi l'unico aereo disponibile per le intercettazioni d'alta quota non pare abbia lasciato un buon ricordo.
In Italia circa 80 P-47 equipaggiarono il 5º Stormo e il 51º Stormo, che, in tal modo e sia pure con non poche difficoltà di adattamento da parte dei piloti, diventano caccia bombardieri, tra il 1951 e il 1953. Erano ormai logori e non lasciarono nemmeno in questo caso un buon ricordo, come in generale accadde a queste macchine assai poco longeve rispetto ad altri modelli ad elica, e con un consumo di carburante molto elevato per i bilanci postbellici (la benzina avio costava molto di più del kerosene).
Negli USA furono utilizzati dalla Guardia Nazionale dell'USAF fino al 1947 e per alcuni anni anche da altre forze aeree.

### Unione sovietica
A metà 1943, l'Alto Comando sovietico mostrò interesse per il P-47B. Nel settembre di quell'anno iniziò il trasferimento di tre P-47D-10-RE che vennero trasportati via ferrovia attraverso l'Alaska ed arrivarono in Urss nel marzo 1944. Due di questi aerei vennero provati dai sovietici nell'aprile e maggio di quell'anno. Il pilota collaudatore dell'aeronautica sovietica, Aleksey N. Grinchik, notò l'abitacolo spazioso, ben ventilato e con ottima visibilità. Il P-47 risultava facile da pilotare e stabile in decollo e atterraggio, ma mostrava eccessiva stabilità laterale e scarsa stabilità direzionale. 
Gli ingegneri sovietici, dal canto loro, ne apprezzarono l'elevato standard produttivo, il disegno razionale, ben adatto alla produzione di massa, l'elevata affidabilità e il potente armamento. Il P-47 risultava superiore ai caccia operanti sul fronte orientale in tangenza e velocità massime e a 9.000-10.000 metri. Però, lo Yakovlev Yak-9, il Lavochkin La-5FN, il Messerschmitt Bf 109G e il Focke-Wulf Fw 190A surclassavano il P-47 a quote medio-basse, dove l'aereo americano aveva una scarsa accelerazione e risultava piuttosto riluttante alle manovre acrobatiche. Ad ogni modo, a metà 1944, 200 P-47D-22-RE e P-47D-27-RE vennero trasportati in Urss via Iraq e Iran. Meno di metà di questi, tuttavia, raggiunsero unità operative ed anche questi vennero usati raramente in combattimento. Alla fine della guerra, le unità operative sovietiche avevano in linea ancora 188 P-47. 

## Statistiche
Secondo le statistiche postbelliche rese note dall'SAAF, il P-47 eseguì 546.000 sortite durante la seconda guerra mondiale, sganciando 119.000 tonnellate di bombe, 60.000 razzi e 135 milioni di munizioni.
Le ore volate furono 1.934.000 e il consumo di carburante arrivò a 775 milioni di litri, circa 400 all'ora, uno ogni 9 secondi.
Il North American P-51 Mustang si "accontentava" di 225 litri e il Mitsubishi A6M Zero poteva scendere a 60.
La percentuale di perdite era dello 0,7% (circa 3.800 esemplari in tutto) con una media dichiarata di 4,6 e una effettiva di forse 2,5-3 aerei abbattuti per ogni perdita subita in battaglie aeree; al P-47 vennero accreditati circa 3.752 aerei abbattuti e 3.315 distrutti al suolo.

## Utilizzatori

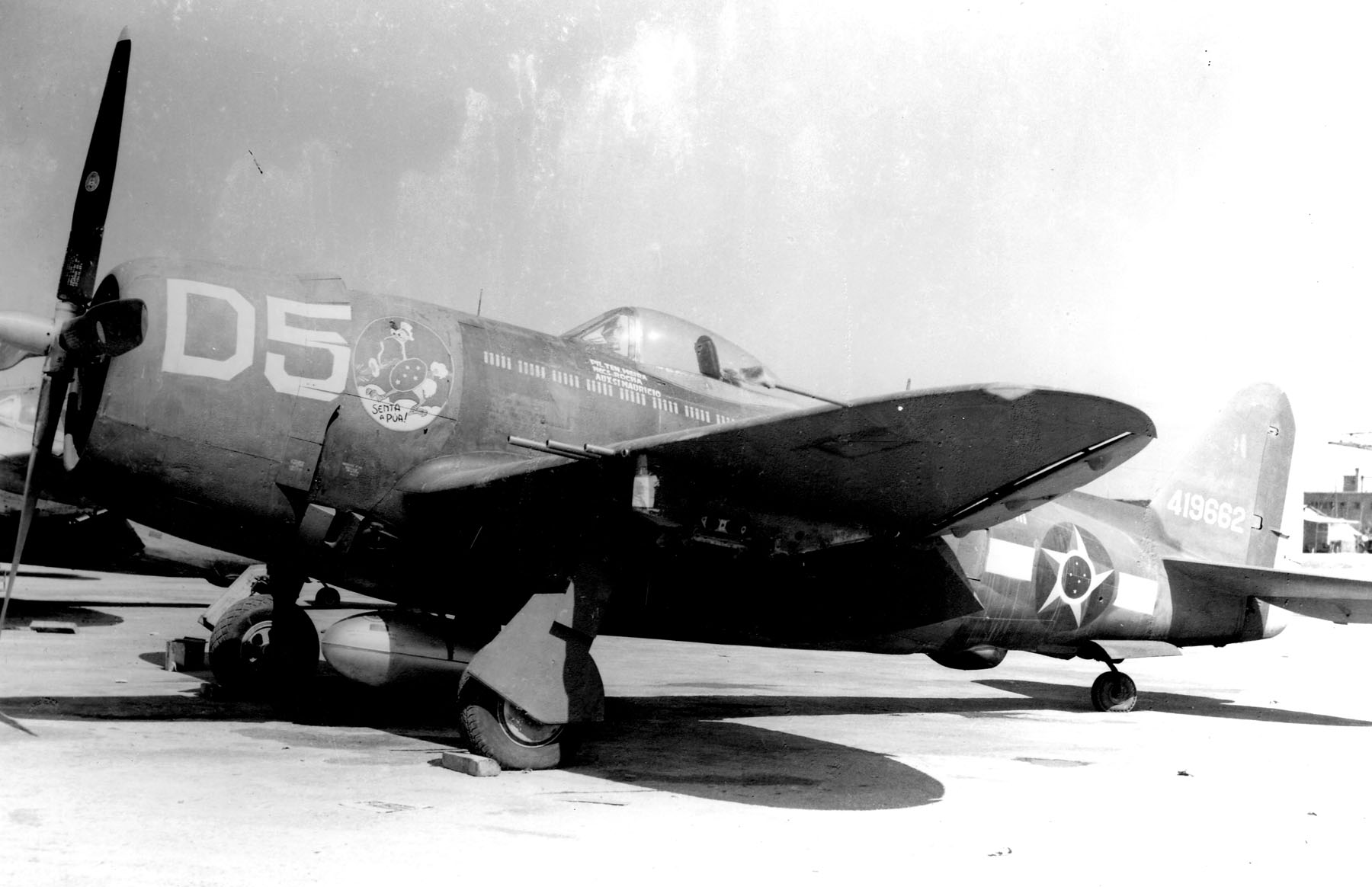
P-47 del 1º GAVCA della Força Expedicionária Brasileira.

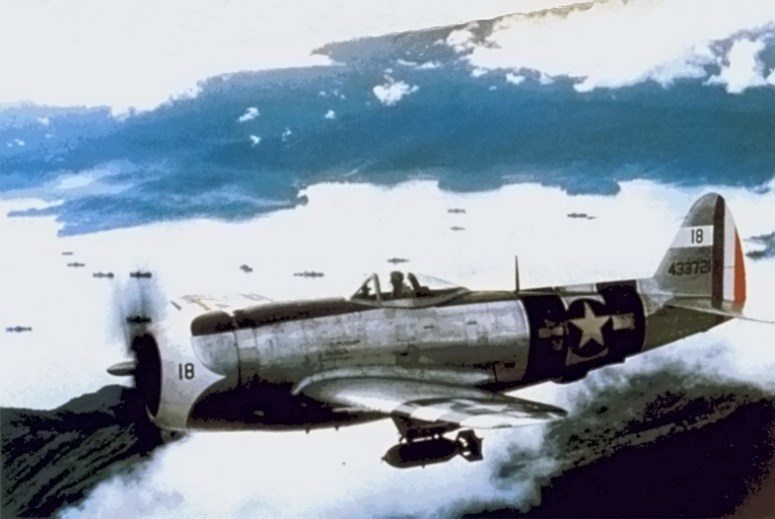
P-47D Thunderbolt messicani in volo sopra le Filippine.

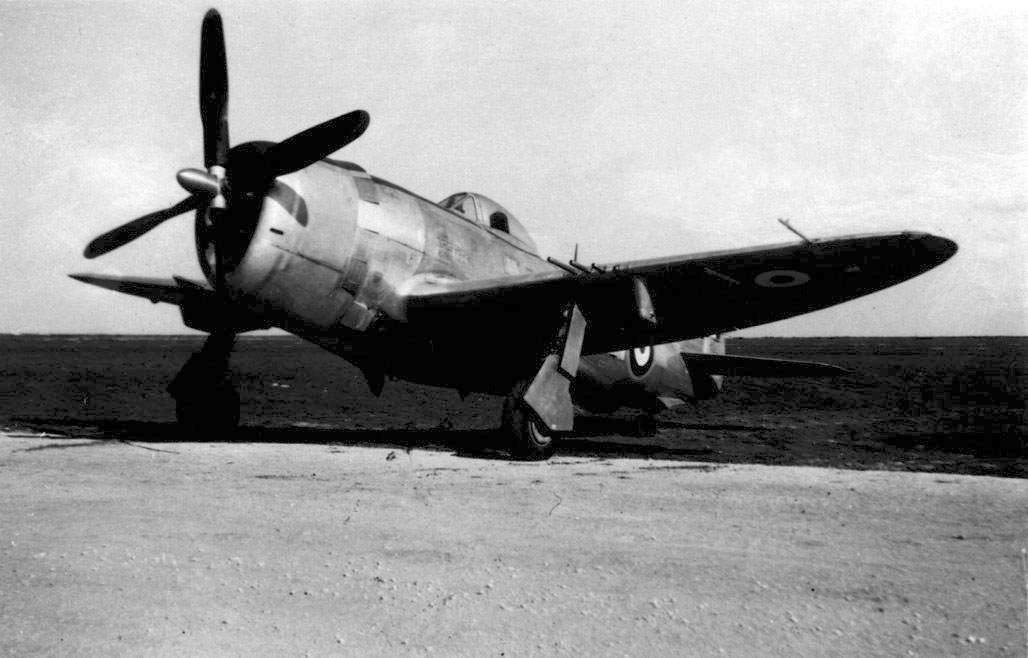
un P-47D Thunderbolt della francese Armée de l'air dell'Escadron de Chasse 3/3 "Ardennes".

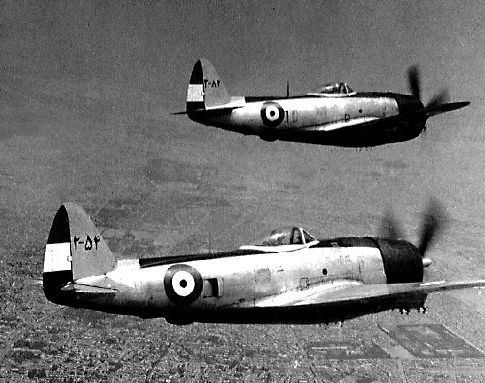
Due P-47 Thunderbolts dell'iraniana Niru-ye Havayi-ye Shahanshahiy-e Iran nel cielo sopra Tehran.

Bolivia
- Fuerza Aérea Boliviana

operò con alcuni esemplari nel dopoguerra.
 Brasile
- Força Aérea Brasileira
- Força Expedicionária Brasileira,

il 1º GAVCA operò con 85 nel periodo tra il 1944 e il 1954.
 Cile
- Fuerza Aérea de Chile[12][13]

 Cina
- Zhōngguó Rénmín Jiěfàngjūn Kōngjūn[senza fonte]

Repubblica di Cina
- Chung-Hua Min-Kuo K'ung-Chün[14]

 Colombia
- Fuerza Aérea Colombiana (1947 - 1957)[14]

 Cuba
- Fuerza Aérea del Ejército de Cuba (dopoguerra)[14]

 Rep. Dominicana
- Dominican Air Force (1952 - 1957)[15]

 Ecuador
- Fuerza Aérea Ecuatoriana (1947 - 1959)[15]

 Francia
- Armée de l'air[15]

 Francia libera
- Forces aériennes françaises libres[15]

 Guatemala
- Fuerza Aérea Guatemalteca[senza fonte]

 Iran
- Niru-ye Havayi-ye Shahanshahiy-e Iran

operò con 50 esemplari consegnati nel 1948
 Italia
- Aeronautica Militare

operò con 100 esemplari dal 1950.
 Jugoslavia

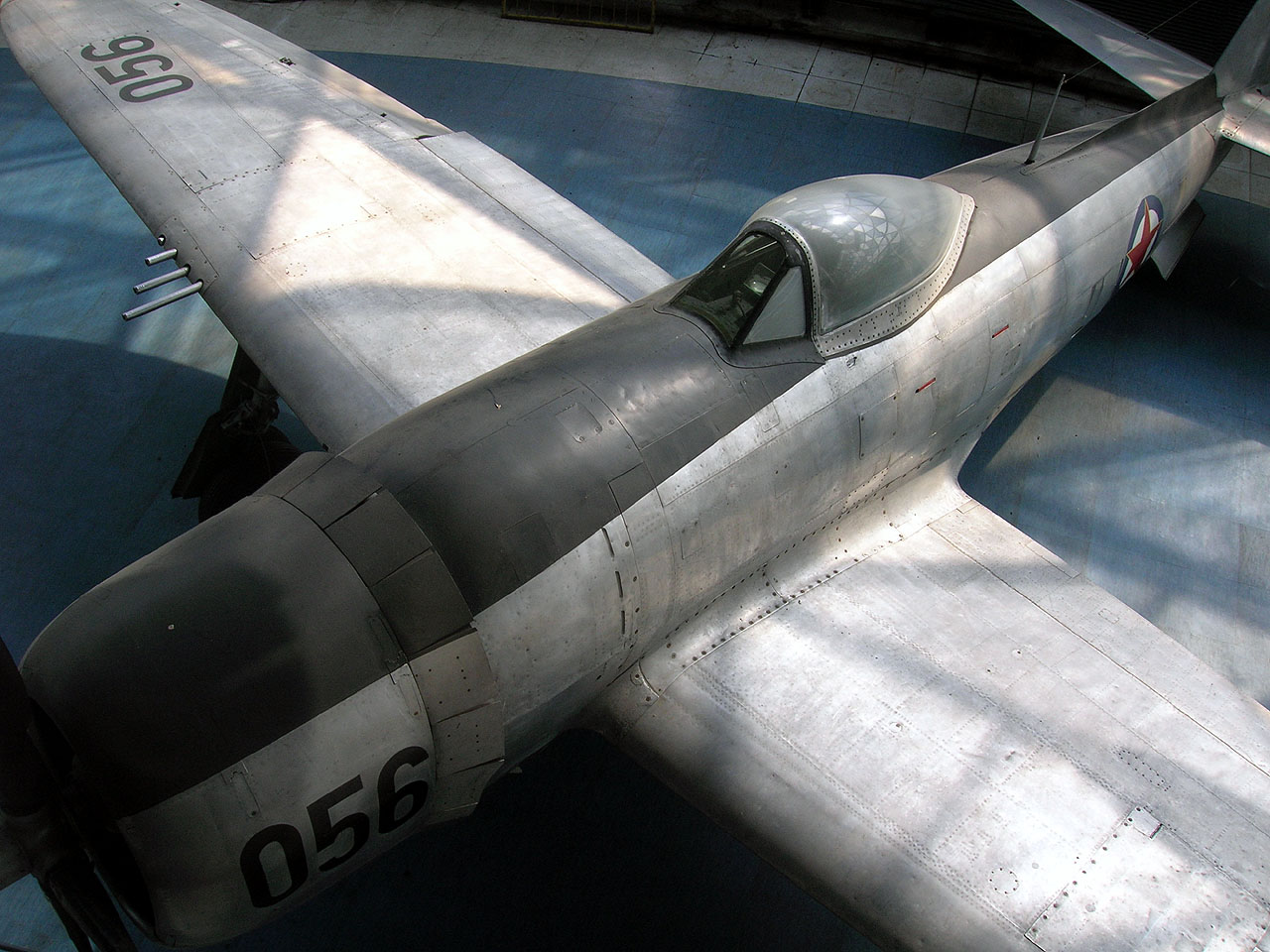
Republic P-47, aeronautica militare jugoslava e difesa aerea.

- Jugoslovensko ratno vazduhoplovstvo i protivvazdušna odbrana

Operò con 150 esemplari dal 1952.
 Messico
- Fuerza Aérea Mexicana
  - Fuerza Aérea Expedicionaria Mexicana
    - Escuadrón 201[18]

 Nicaragua
- Fuerza Aerea de Nicaragua (fornito dalla CIA dopo il colpo di Stato in Guatemala del 1954)[16]

 Perù
- Fuerza Aérea del Perú

56 P-47D in servizio dal 1947 al 1963.
 Polonia
- Lotnictwo ludowego Wojska Polskiego

operò con 7 o 8 esemplari dal 1944.
 Portogallo
- Força Aérea Portuguesa (dopoguerra)[20]

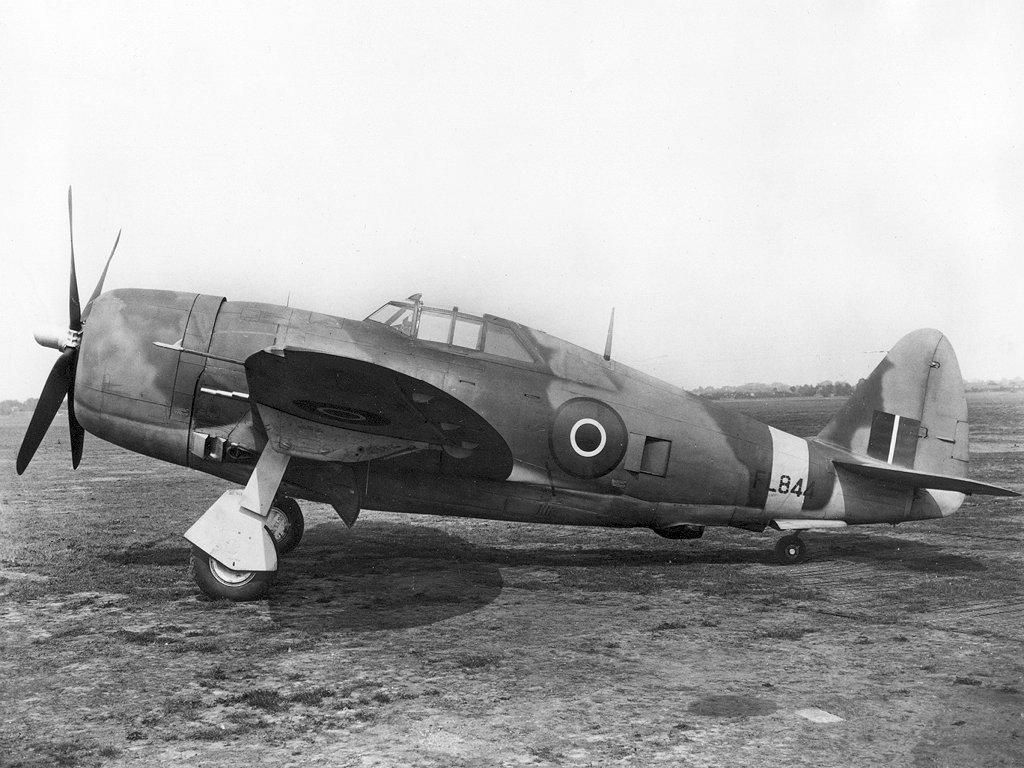
Republic Thunderbolt Mk.I, RAF

 Regno Unito
- Royal Air Force

 Stati Uniti
- United States Army Air Forces
- United States Air Force

 Turchia
- Türk Hava Kuvvetleri

operò con 180 P-47D dal 1948 e 1954.
 Venezuela
- Aviación Militar Venezolana[20]

 Unione Sovietica
- Voenno-vozdušnye sily[20]

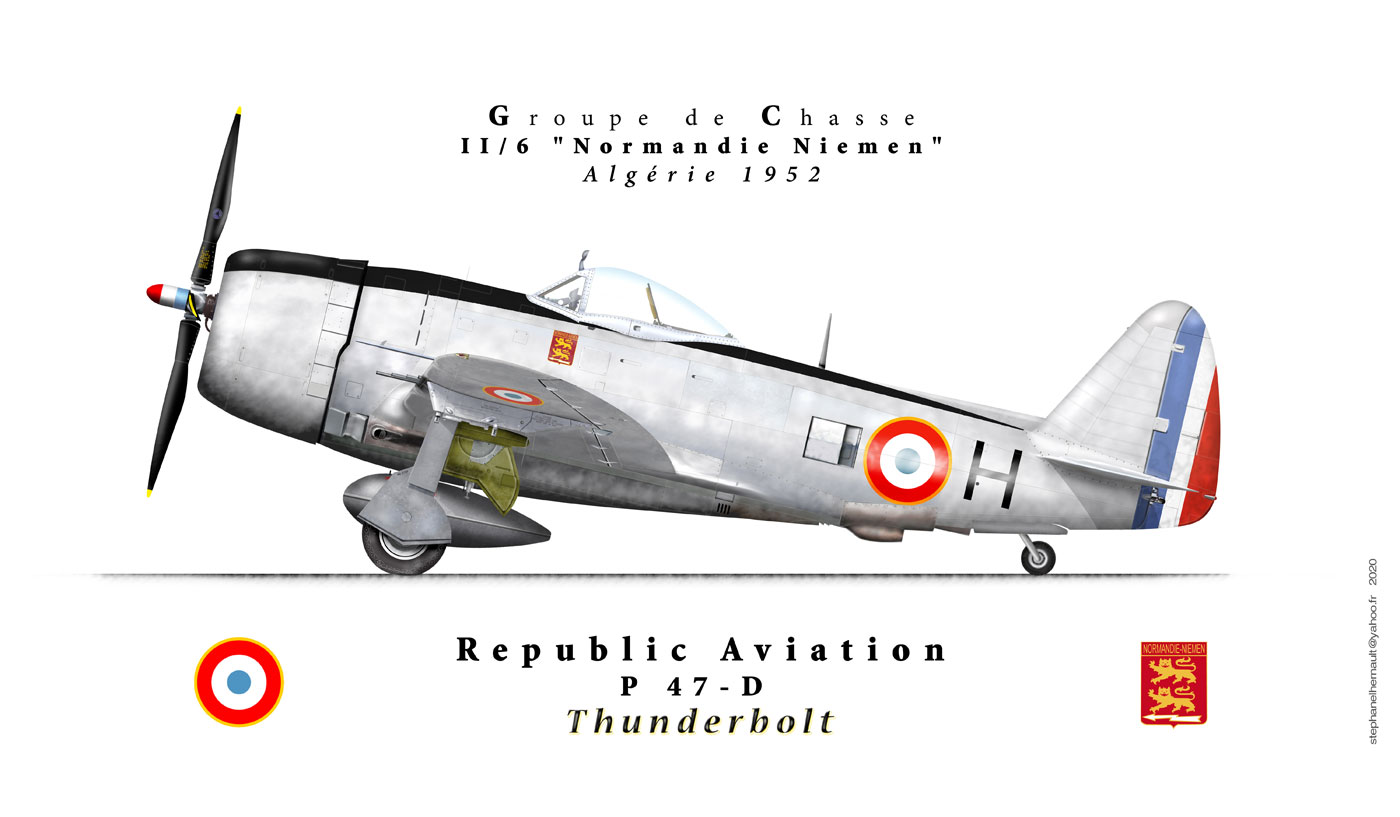
P47 D French Algeria 1952
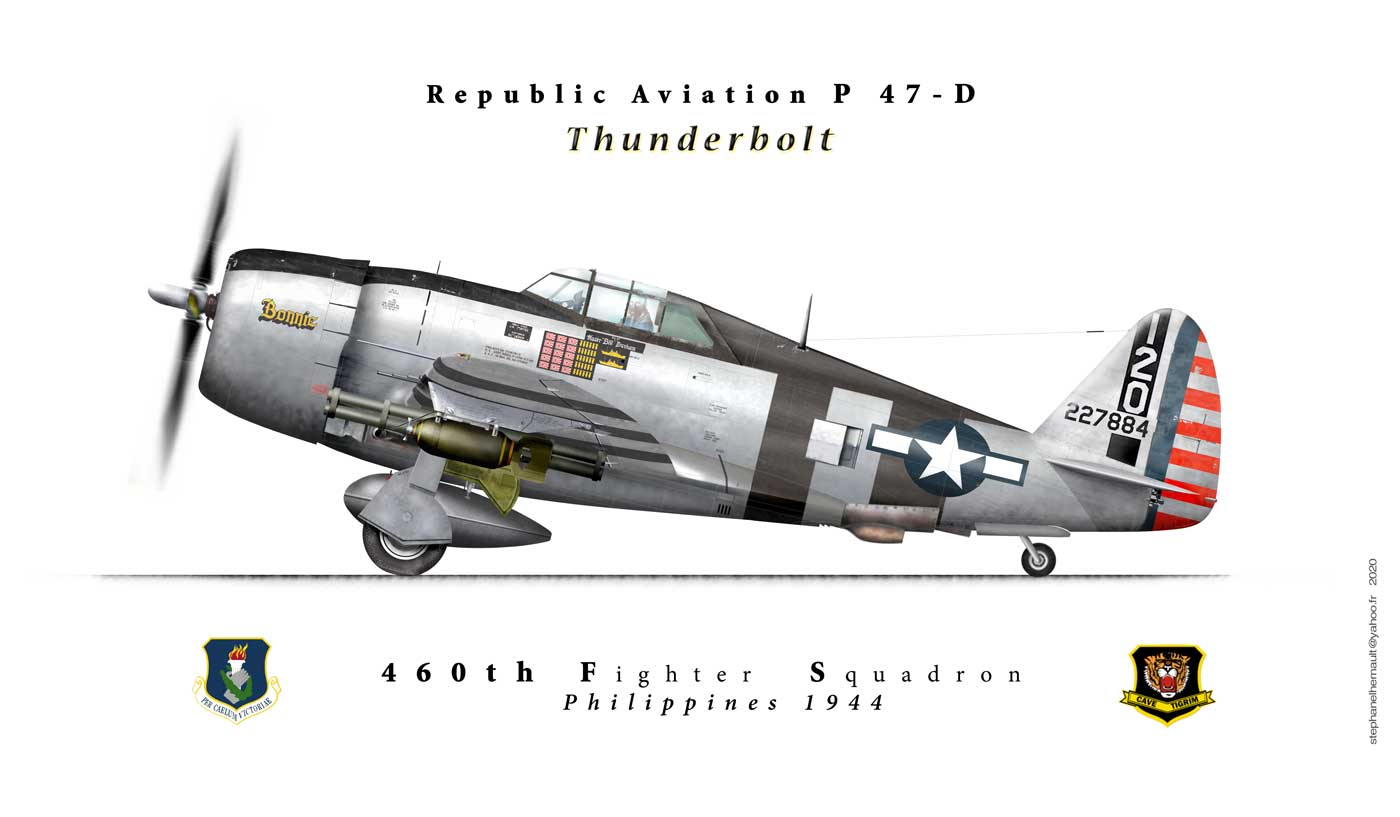
P47D 460th Fighter squadron Philippines 1944
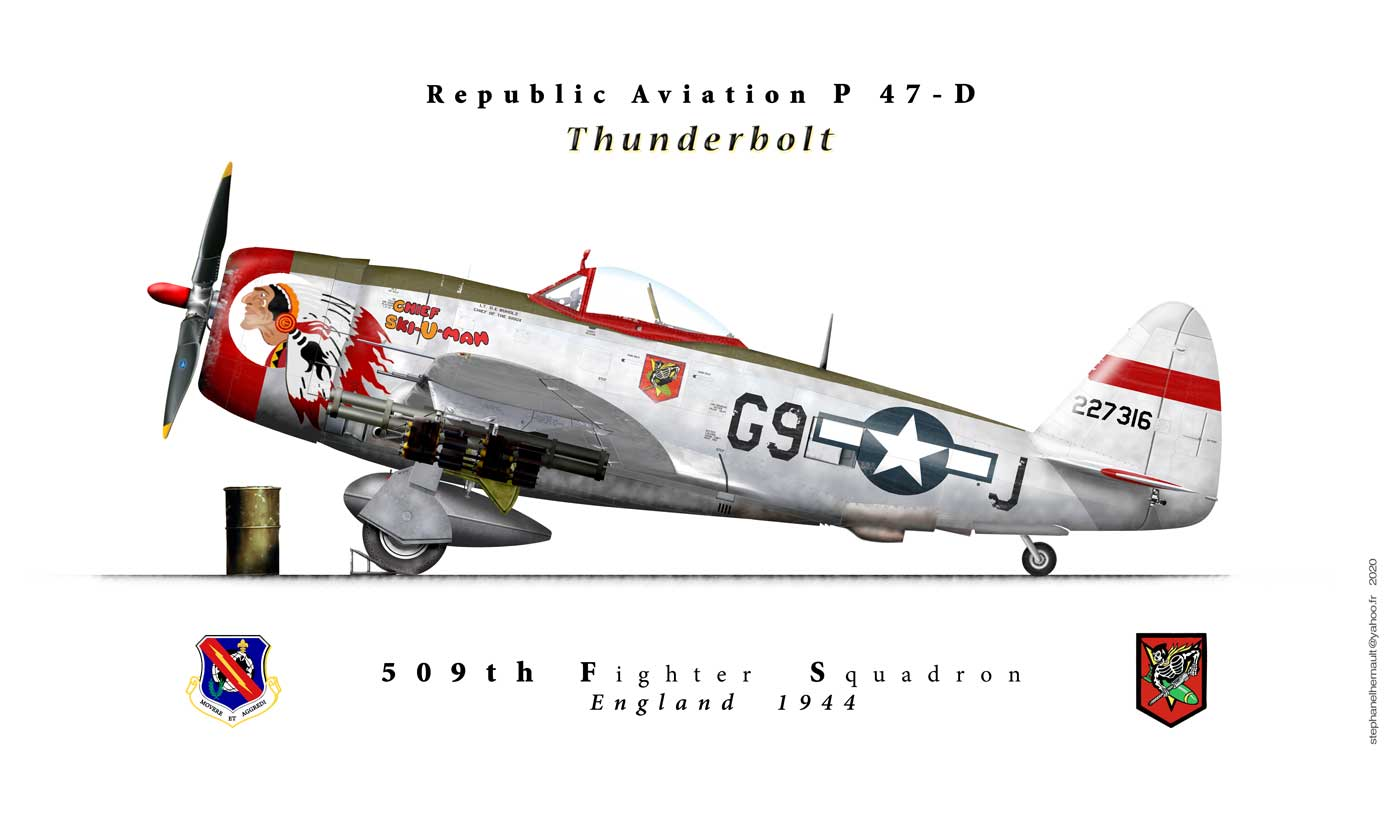
P47D 509th Fighter squadron England 1944
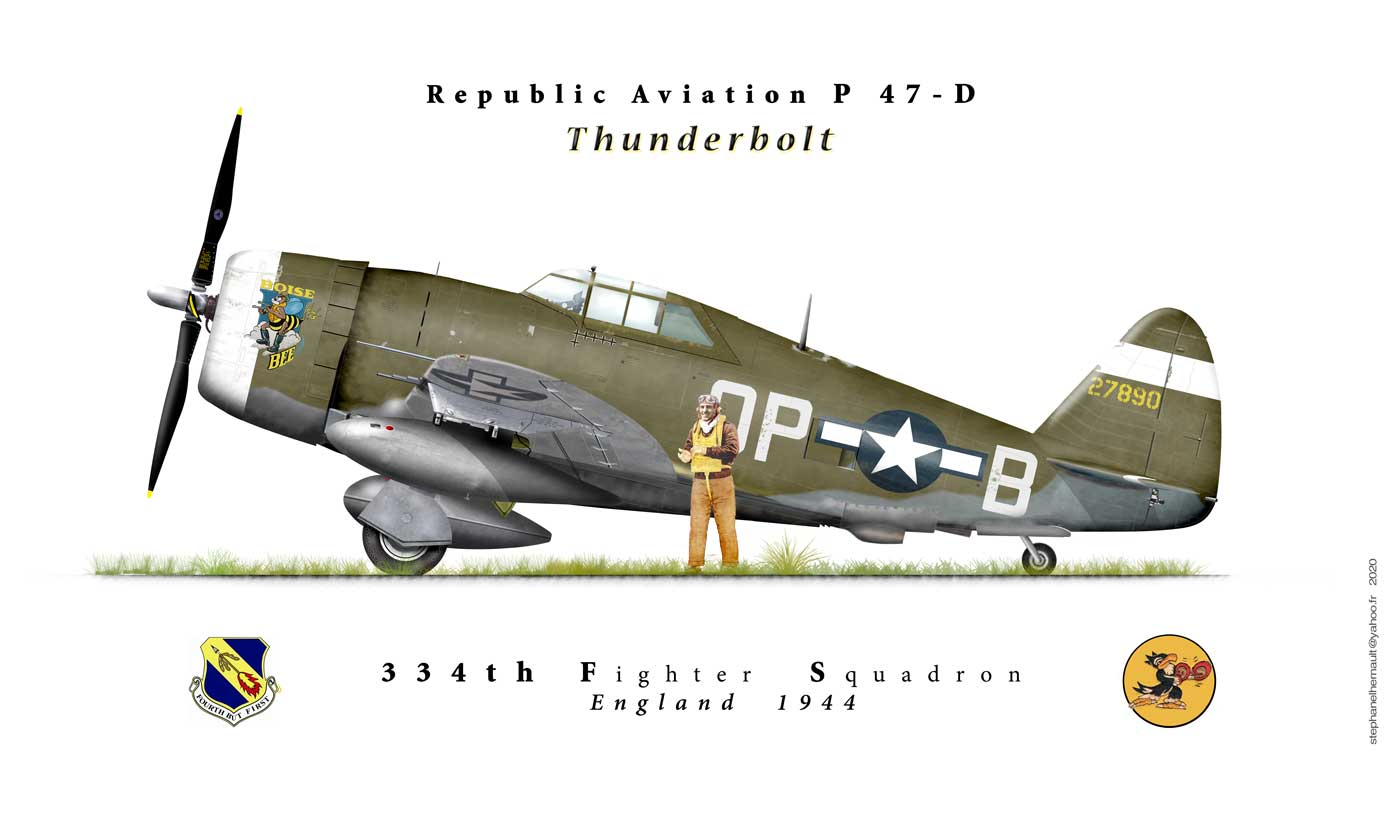
P47D 334th Fighter Squadron England 1944
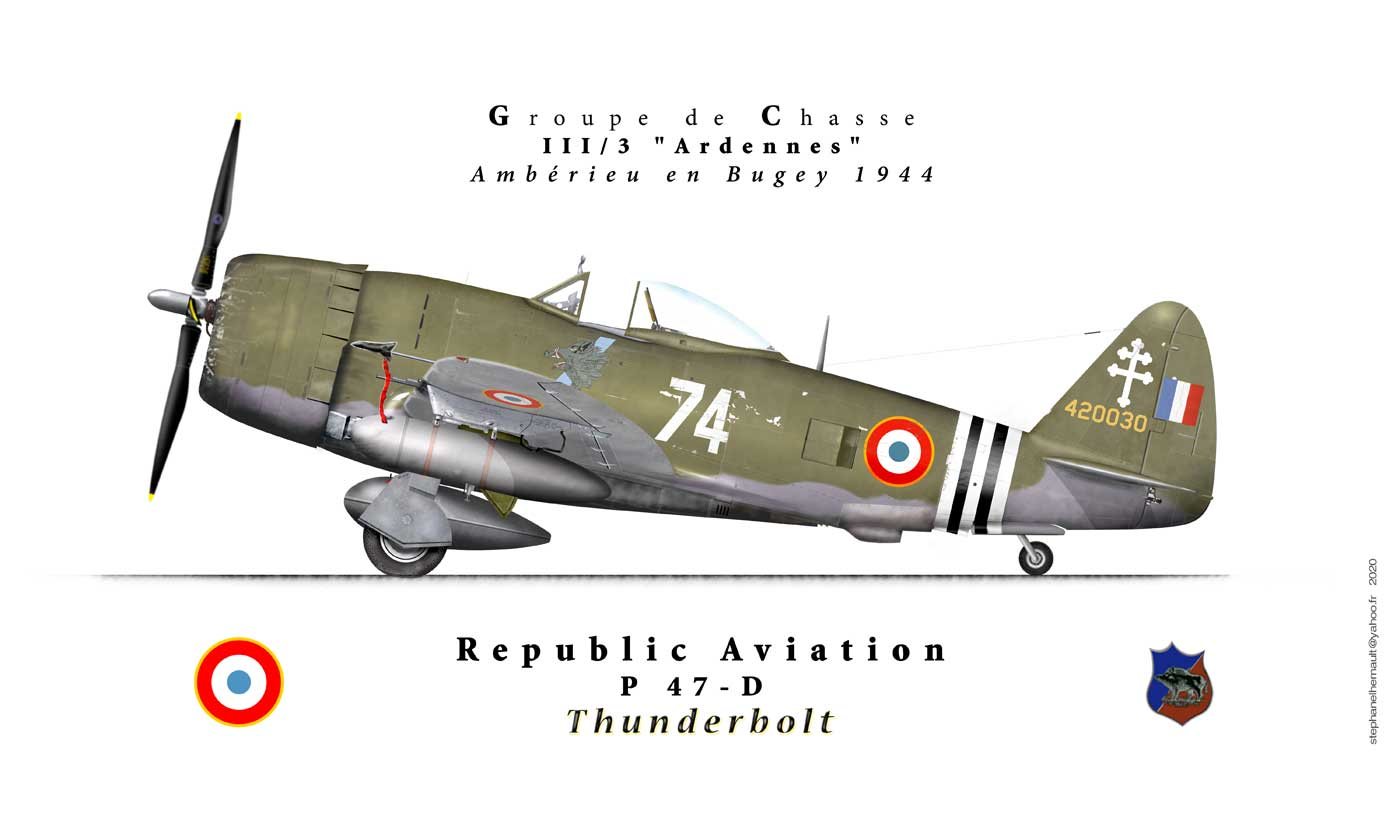
P47D Groupe de chasse III/3 Ardennes 1944

## Versioni

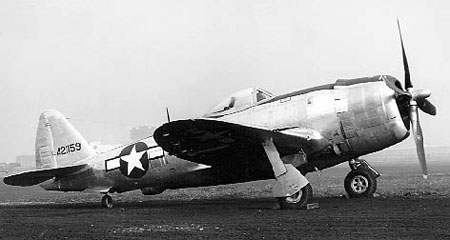
Un Republic P-47M

- XP-47A: prototipo, volò la prima volta il 6 maggio 1941; dotato di motore radiale XR-2800 da 1.876 CV, aveva un peso massimo limitato a 5.450 kg e velocità massima di 633 km/h.
- P-47B: primo modello di serie, risalente al marzo 1942. Montava un motore R-2800 da 2.028 CV, peso massimo di 6.060 kg e velocità massima di 674 km/h. Furono costruiti 171 esemplari.
- P-47C: secondo modello di serie, settembre 1942. Complessivamente migliorato, fusoliera allungata, dotato di motore R-2800-59 da 2.332 CV, peso massimo 6.770 kg e velocità massima di 697 km/h. Furono prodotti 602 esemplari.
- P-47D: principale modello di serie, oltre 12.000 prodotti in numerose sottoserie. Da un certo momento montava un motore del tipo R-2800-57W da 2.570 CV e peso aumentato a 7.800 kg.
- XP-47E: risalente al 1943, versione con abitacolo pressurizzato; solo un esemplare costruito.
- XP-47F: unico esemplare con ala a flusso laminare.
- XP-47H: dotato di motore Chrysler da 2.300 CV raffreddato a liquido: era in grado di raggiungere 789 km/h. Costruito in 2 esemplari, probabilmente difficoltà tecniche o insufficienti margini di vantaggio con i modelli esistenti sconsigliarono di proseguire questo radicale sviluppo.
- XP-47J: risalente al novembre 1943, era un esemplare alleggerito con motore da 2.800 CV.
- XP-47K: versione con tettuccio a goccia non passata in produzione.
- P-47M: modello alleggerito e potenziato rispetto al D con motore da 2.800 CV, struttura alleggerita e 6 mitragliatrici. Il peso massimo passò a 7.060 kg e la velocità massima a 730 km/h a 9.100 metri. Tre prototipi e 130 esemplari di serie furono ideati come intercettori ad alte prestazioni contro le bombe volanti V1 e i jet tedeschi.
- P-47N: simile al precedente ma usato per scopi offensivi, carburante aumentato, peso di 9.600 kg, velocità massima di 710 km/h e autonomia di 3.500 km. Venne usato nei mesi finali del conflitto e prodotto in circa 1.800 unità (ma le cifre sono discordanti).